# Slovar slovenskega knjižnega jezika
Slovar slovenskega knjižnega jezika, krajše SSKJ, je slovar, ki je nastal na Inštitutu za slovenski jezik Frana Ramovša ZRC SAZU. Je ena izmed najpomembejših knjižnih izdaj o slovenskem knjižnem jeziku. Najprej je izšel v petih knjigah, in sicer 1. A-H (1970), 2. I-Na (1975), 3. Ne-Pren (1979), 4. Preo-Š (1985) in 5. T-Ž z Dodatki A-Š (1991) (ISBN 86-341-0653-5), kasneje tudi v bolj strnjeni izvedbi v eni knjigi, v elektronski izdaji na optičnem disku (CD, cedeju), dostopen pa je tudi na spletu. Izdaja iz leta 1997 v eni knjigi vsebuje 93.152 gesel in 13.888 podgesel na 1762 straneh; prvo geslo je a, zadnje pa žvrkljati.
| Zgled gesla |
| --- |
| slovár -ja m (á) 1. knjiga, v kateri so besede razvrščene po abecedi in pojasnjene: slovar ima sto tisoč besed; izdati, sestavljati slovar; prevajati s slovarji; obsežen slovar / na koncu knjige je slovar seznam s tako razvrščenimi in pojasnjenimi besedami / enojezični, enozvezkovni, narečni, pravopisni, tehniški slovar; slovensko-nemški slovar; slovar tujk / knjiž. poučni slovar enciklopedija, leksikon / Slovar slovenskega knjižnega jezika * lingv. avtorski slovar ki vsebuje besede določenega avtorja; etimološki, frekvenčni, informativno-normativni slovar; odzadnji slovar urejen po absolutnem abecednem redu od zadnjega konca besede; razlagalni slovar; slikovni slovar v katerem so pojmi ponazorjeni s slikami in poimenovani; zgodovinski slovar 2. nav. ed., ekspr. besedni zaklad: imeti bogat slovar / njen slovar ni bil ravno izbran • ekspr. besede nemogoče ni v njegovem slovarju odločen je narediti tudi navidez nemogoče stvari; ekspr. če to povemo v ekonomskem slovarju tako, kot pravijo ekonomisti |

Oktobra 2014 je izšla druga dopolnjena in deloma prenovljena izdaja Slovarja slovenskega knjižnega jezika (SSKJ2), in sicer v dveh knjigah in na prostodostonjem slovarskem portalu Fran. Vsebuje 110.180 slovenskih besed v 97.631 geslih.
Na Inštitutu za slovenski jezik Frana Ramovša ZRC SAZU nastaja tudi tretja izdaja Slovarja slovenskega knjižnega jezika (eSSKJ). Gre za popolnoma nov slovar, ki bo temeljil na najnovejših znanstvenih dognanjih ter primerih domačih in tujih dobrih praks.

### Druga izdaja (2014)
Druga dopolnjena izdaja vsebuje novejše slovensko besedje, ki se uporablja v zadnjih desetletjih, na primer:
- besede na področju mode in osebnega sloga: balerinke, bleščilo, porjavitev ...
- besede, ki so iz slenga prešle v splošno rabo: bejba, kul, ups ...
- besede, ki odražajo družbene in gospodarske spremembe: azbestoza, biseksualec, pomladnik, tajkun ...
- besede, ki poimenujejo nove naprave, tehnologije, pripomočke: airbag, blog, mlekomat ...
- besede, ki odražajo spremembe v popularni in duhovni kulturi ter prostem času: ajurveda, estradnik, hobit ...
- besede, ki odražajo spremembe v prehranjevanju: basmati, ekohrana, suši ...

Posodobljene so posamezne oznake, razlage in zgledi, ki jih prva izdaja SSKJ prikazuje skladno z duhom časa, v katerem je nastajal, npr.:
- pri vojaških činih, npr. general, major, poročnik, polkovnik
- pri živalih, npr. mačka, pes, prašič, govedo
- pri družbeno občutljivejših besedah, npr. buzarant, cigan, debil, desničar, družina, holokavst, koruznik, levičar, partner, sekta, starši

Razlaga tipa ženska oblika od ... je prevrednotena v razlage tipa ženska, ki ..., strokovnjakinja za ... ipd.:
- fizioterapevtka: ženska oblika od fizioterapevt (prva izdaja SSKJ); strokovnjakinja za fizioterapijo (druga izdaja SSKJ)

Dodanih je okrog 300 ženskih oblik, npr. dojênčica, estrádnica, kánclerka, méntorica, osnovnošólka, pritožníca, producêntka, seléktorica.

#### Izbrisane besede
Avtorji druge izdaje Slovarja slovenskega knjižnega jezika so morali zaradi zahteve imetnikov blagovnih znamk Cockta, Superga, Teflon in Tetra Pak umakniti slovarske sestavke, ki prikazujejo iz navedenih blagovnih znamk izpeljane občnoimenske besede (cockta in kokta, superga, teflon in teflonski, tetrapak). Sklicujoč se na Zakon o industrijski lastnini, so imetniki navedenih blagovnih znamk zahtevali zapis iztočnice z veliko začetnico in znakom ®, slovarske razlage pa so si prizadevali spremeniti v ozke terminološke definicije. Uresničitev teh zahtev bi nasprotovala slovarskemu konceptu, izkazani jezikovni rabi in predvsem strokovnim slovaropisnim načelom, zato so avtorji sporne sestavke raje umaknili iz slovarja.

### Tretja izdaja (od 2016)
eSSKJ: Slovar slovenskega knjižnega jezika je slovar v nastajanju. Pripravlja ga Inštitut za slovenski jezik Frana Ramovša ZRC SAZU. Njegov uredniški svet sestavlja 36 strokovnjakov z matičnega inštituta, vseh štirih slovenskih univerz in iz zamejstva, predstavniki jezikovnih združenj ... Tretja izdaja ni posodobljena različica prejšnje, ampak je izdelana povsem na novo. Slovar tako vsebuje osnovne podatke o posameznih besedah, kot so slovnični podatki, pomen ter besedilno okolje. Temu sledijo stalne besedne zveze, frazeologija, izgovor, prvič v slovenskih slovarjih tudi vse pregibnostne oblike slovarske iztočnice, ki imajo označen jakostni in tonemski naglas, ter na koncu še etimologija posamezne besede.  Slovarska zasnova sledi Konceptu novega razlagalnega slovarja slovenskega knjižnega jezika, ki so ga leta 2015 potrdili in sprejeli Znanstveni svet Inštituta za slovenski jezik Frana Ramovša ZRC SAZU, Znanstveni svet ZRC SAZU, Razred za filološke in literarne vede SAZU in Predsedstvo SAZU. eSSKJ je rastoči slovar, kar pomeni, da se k že izdelanim slovarskim sestavkom vsako leto 3. decembra vključi prirastek in objavi na prostodostopnem slovarskem portalu Fran. Vsako pomlad pa na istem portalu izide tudi e-knjiga prirastka. Tako so sproti na voljo slovarski sestavki, ki bi sicer na objavo morali čakati več let. Ko bo slovar dokončan in spletna izdaja dopolnjena še z zadnjimi slovarskimi sestavki, bo pripravljena tudi tiskana izdaja. Na portalu Fran so prve slovarske sestavke tretje izdaje SSKJ objavili oktobra 2016. V prvi objavi slovarja je poleg koncepta, ki začasno služi namesto uvoda, prikazanih 90 vzorčnih iztočnic, v okviru teh pa 46 stalnih besednih zvez in 59 frazeoloških enot. Do 3. decembra 2019 je bilo na portalu objavljenih 1643 slovarskih sestavkov.

## Izdaje
- Poleg prve izdaje še
- 1994 (1 zvezek) ISBN 86-341-1111-3
- 1997 (11 disket) ISBN 86-341-1517-8
- 1998 (CD ROM) (COBISS)
- 2014: druga prenovljena in dopolnjena izdaja